# Inge Wersin-Lantschner
Inge Wersin-Lantschner (* 26. Jänner 1905 in Innsbruck; † 16. Juni 1997 in Innsbruck; geborene Inge Lantschner) war eine österreichische Skirennläuferin. Sie wurde im Jahr 1933 Weltmeisterin in Abfahrt, Slalom und Kombination und gewann in den Jahren zuvor weitere drei Silbermedaillen bei Weltmeisterschaften. 1928 und 1929 wurde sie Österreichische Meisterin in der Abfahrt.

## Leben
Lantschner war Mitglied einer der erfolgreichsten Skifamilien Österreichs. Zusammen mit ihren jüngeren Geschwistern Hadwig, Otto, Gustav und Gerhard bestimmte sie Anfang der 1930er Jahre maßgeblich die internationalen Skiwettbewerbe. Da zu Beginn ihrer sportlichen Laufbahn nur wenige Damenrennen veranstaltet wurden, nahm sie oftmals mit ihren männlichen Kollegen an Wettbewerben teil, in denen sie auch des Öfteren siegte. Neben dem Skilauf war sie auch eine ausgezeichnete Schwimmerin und begeisterte Bergsteigerin. Sie studierte Sport an der Universität Wien und wurde staatlich geprüfte Ski- und Schwimmlehrerin. An der Universität Graz war sie als Sportlehrerin tätig und gab Ski-, Schwimm- und Alpinkurse.
Erste Erfolge feierte Lantschner bei den österreichischen Meisterschaften, als sie 1928 und 1929 zweimal die Abfahrt gewann. Im Jahr 1930 war sie die überragende Läuferin bei den Arlberg-Kandahar-Rennen in St. Anton, wo sie mit Siegen in Abfahrt, Slalom und Kombination alle drei Bewerbe gewann. Im Winter 1931 entschied sie auch alle drei Rennen am Schneeberg für sich und siegte in der Abfahrt von Schladming. Bei den ersten Skiweltmeisterschaften im schweizerischen Mürren gewann sie die Silbermedaille im Slalom hinter der Britin Esmé MacKinnon. In der Abfahrt wurde sie Achte. Nach ihrer Heirat mit einem Notar trat sie ab 1932 unter dem Doppelnamen Wersin-Lantschner an. Bei den Weltmeisterschaften 1932 in Cortina d’Ampezzo gewann sie hinter der Südtirolerin Paula Wiesinger die Silbermedaille in der Abfahrt und mit dem sechsten Platz im Slalom ebenfalls die Silbermedaille in der Kombination.
Den größten Erfolg ihrer Karriere feierte Wersin-Lantschner 1933, als die Weltmeisterschaften in ihrer Heimatstadt Innsbruck veranstaltet wurde. Als erster Sportlerin gelang es ihr, in allen drei ausgetragenen Wettbewerben die Goldmedaille zu gewinnen. Im Abfahrtslauf ließ sie die zweitplatzierte Schweizerin Nini Zogg über 20 Sekunden hinter sich, auch im Slalom kam sie mit fast acht Sekunden Vorsprung auf die Britin Helen Boughton-Leigh ins Ziel, womit sie ebenfalls überlegen die Kombination gewann.
Auf dem Höhepunkt ihrer Karriere beschloss Wersin-Lantschner, sich verstärkt um ihr Privatleben zu kümmern, und startete nurmehr vereinzelt bei Rennen. Nach der Geburt ihres ersten Kindes beendete sie ihre Laufbahn ganz.

## Sportliche Erfolge

### Weltmeisterschaften
- Mürren 1931: 2. Slalom, 8. Abfahrt
- Cortina d’Ampezzo 1932: 2. Abfahrt, 2. Kombination, 6. Slalom
- Innsbruck 1933: 1. Abfahrt, 1. Slalom, 1. Kombination

### Österreichische Meisterschaften
- Zweifache Österreichische Meisterin in der Abfahrt 1928 und 1929